# Етель Ліліан Войнич
Ете́ль Ліліа́н Буль, після шлюбу Во́йнич (англ. Ethel Lilian Voynich, 11 травня 1864, Корк, Ірландія — 27 липня 1960, Нью-Йорк) — ірландська, британська та американська письменниця, перекладачка, композиторка, суфражистка, громадська діячка. Авторка роману «Овід» (1897). Спілкувалася з представниками українського народництва, такими як Іван Франко. Перекладала українські твори англійською.

## Життєпис
Етель Ліліан Войнич народилася 11 травня 1864 року в місті Корк, Ірландія, у родині математика Джорджа Буля та математикині Мері Еверест. Етель Ліліан була останньою з п'яти дочок, крім Люсі Еверест, Алісії, Мері та Марґарет.

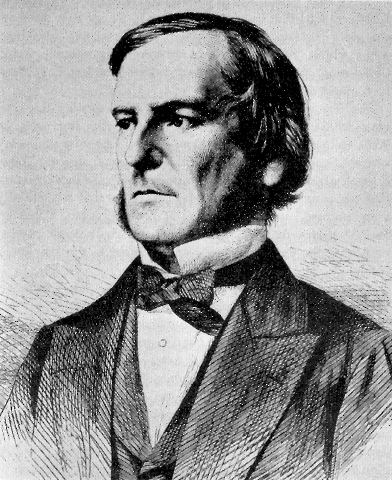
Батько, Джордж Буль

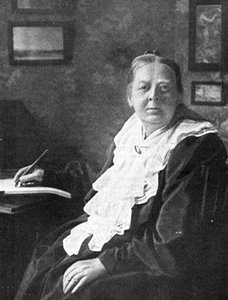
Мати, Мері Еверест

Батько помер, коли Етель Ліліан виповнилося півроку. Мати залишила після смерті батька цікаві спогади. Дитинство Етель Ліліан було нелегким. Мати давала уроки математики, писала статті в газети та часописи, але коштів на життя бракувало. Коли Етель Ліліан виповнилося вісім, мати важко захворіла, не могла забезпечити доньці гарний догляд та відправила її до батькового брата, що працював керуючим на шахті, похмурого та дуже набожного чоловіка, який свято дотримувався пуританських традицій у вихованні дітей.

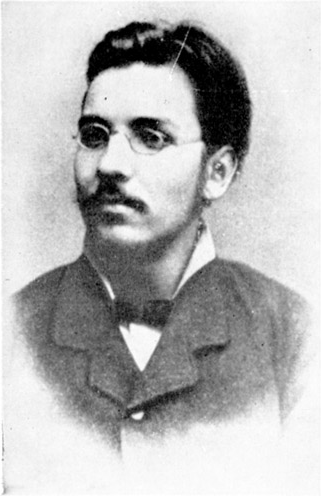
Вілфрід Войнич

У 1882 році Етель Ліліан Буль отримала невелику спадщину, яка дозволила їй закінчити Берлінську консерваторію у 1885 році. Проте хвороба руки завадила їй стати музиканткою. Одночасно з навчанням музиці слухала лекції зі слов'янознавства в Берлінському університеті. Під час навчання потоваришувала з революційними емігрантами: Сергієм Степняком-Кравчинським та Ф. Волковським.
В юності Етель Ліліан Буль захоплювалась слов'янськими мовами, перекладала англійською Лермонтова, Пушкіна, Шевченка, взялася за переклад Міцкевича і, щоб вдосконалити польську, приїхала у Варшаву. 
Після одруження з польським революціонером Вілфрідом Войничем активно включилась у визвольний рух. Шлюб тривав кілька років, але прізвище письменниця зберегла.
У 1887—1889 роках Войнич мешкала в Росії, де й почала власну літературну діяльність перекладами творів Миколи Гоголя, Всеволода Гаршина, Михайла Салтикова-Щедріна та інших російських письменників. 
Авторка романів «Овід» (перший український переклад у 1929), «Джек Реймонд» (1901), «Олівія Летам» (1904), «Перервана дружба» (1910), «Скинь взуття своє» (1945).
Етель Ліліан Войнич померла 27 липня 1960 року у віці 96 років. Згідно із заповітом, її тіло було кремовано, а прах розвіяний над Центральним парком Нью-Йорка.

## Літературна діяльність

### Роман «Овід»
1981 на Київській кіностудії художніх фільмів імені О. П. Довженка створено трисерійний телефільм «Овід», відзначений Державною премією УРСР імені Т. Г. Шевченка (1982)

## Письменниця та Україна
1895 році Етель Ліліан Войнич приїздила до Львова (у справі перевезення нелегальної літератури до Росії), де познайомилася з Іваном Франком та Михайлом Павликом (з яким листувалася раніше). Була добре обізнана з діяльністю Михайла Драгоманова.
Опанувавши українську, на початку 1890-х почала перекладати українські народні пісні («Ой горе тій чайці» та інші), поезії Тараса Шевченка.
Серед англомовних інтерпретаторів Шевченка Войнич поруч з Вірою Річ — найвизначніша літературна постать, найобдарованіша поетично й музично. 1911 в Лондоні вийшла збірка Шевченкових поезій Войнич «Шість ліричних віршів», що включала «Заповіт», «Мені однаково, чи буду», «Минають дні, минають ночі», «Косар», «Минули літа молодії» (під назвою «Зима»), «Зоре моя вечірняя» (пролог до поеми «Княжна»). Найкращі серед її перекладів — «Заповіт» (найдосконаліший з усіх дотепер відомих 22-х англомовних тлумачень[джерело?]), «Зоре моя вечірняя», «Мені однаково, чи буду». Безмежна щирість цих поезій проривається через переклад Войнич. Перекладачка зберегла багатство змісту й своєрідність стилю першотворів: прийом перенесення, повтори, мелодійність внутрішніх рим, риторичні звертання. Найслабше перекладено вірш «Косар»: в англійському тексті домінує мотив жаху[джерело?].
Переклади Войнич дотепер часто передруковуються, що засвідчує про їхню художньо-естетичну вартість. У книжці, куди включено також «Пісню про купця Калашникова» Михайла Лермонтова, вміщено написані Войнич передмову та нарис життя і творчості Шевченка. У нарисі англійська письменниця відзначає владну музику Шевченкових творів, розглядає його як світового лірика, як борця-волелюба, звертає увагу на умови життя українського поета, наводить уривки з його листів і повісті «Художник». Текст засвідчує, однак, недостатню поінформованість Войнич (помилкове твердження про повний занепад таланту Шевченка після заслання; плутанина в датуванні творів тощо)[джерело?].
Войнич присвятили вірші Микола Тарновський, Ліна Костенко. Микола Олійник змалював письменницю в трилогії «Пролог». 1957 у Нью-Йорку відбулася зустріч Войнич з українськими письменниками Василем Козаченком та Федором Маківчуком.

## Твори
«Історії від Гаршина» (англ. Stories from Garshin) — 1893
- «Овід» — 1897
- «Джек Реймонд» — 1901
- «Олівія Летам» (англ. Olive Latham) — 1904
- «Перервана дружба» (англ. An Interrupted Friendship, російське видання під назвою «Овод в изгнании») — 1910
- «Скинь взуття своє» (англ. Put Off Thy Shoes) — 1945

### Перекладацька діяльність
- Шість віршів Тараса Шевченка, «Пісня про купця Калашникова» Михайла Лермонтова[5].

## Переклади українською
Українською мовою окремі твори Войнич перекладали Марія Лисиченко, Я. Галан, Марія Рябова тощо.
- Етель Ліліан Войнич. «Ґедзь». Переклад з англійської: Марія Лисиченко. Київ: Час. 1930. 360 стор.
- Етель Ліліан Войнич. «Джек Реймонд». Переклад з англійської: Марія Лисиченко. Київ: Русь. 1930. 214 стор.
- Етель Ліліан Войнич. «Овід». Переклад з англійської: Марія Рябова. Київ-Одеса: Молодий Більшовик. 1935. ? стор. (у 1936 та 1938 роках перевидавалось у скороченій версії для дітей старшого віку)[6]

- Етель Ліліан Войніч. Овід. Переклад з англійської: не вказано, Марія Рябова); за редакцією Н. Тищенка. Київ: Молодь. 1955. 215 стор.
- Етель Ліліан Войніч. Овід. Переклад з англійської: не вказано, Марія Рябова); за редакцією Н. Тищенка; художник: Василь Чебаник. Київ: Молодь. 1979. 256 стор.
- Етель Ліліан Войніч. Овід. Переклад з англійської: не вказано, Марія Рябова); за редакцією Н. Тищенка. Київ: Молодь. 1985. 272 стор.
- Етель Ліліан Войніч. Овід. Переклад з англійської: не вказано, Марія Рябова); передмова М. Слюсаревської. Київ: Школа. 2008. 272 стор. (Бібліотека шкільної класики) ISBN 966-661-574-6 (Школа), ISBN 966-339-412-9 (НКП)

- Етель Ліліан Войнич. «Овід». Переклад з англійської: Я. Галан. ?. 1948. ? стор.[7]

## Вшанування
- На честь Е. Л. Войнич в Маріуполі було названо вулицю[джерело?]

- 2032 Етель — астероїд, названий на честь письменниці[8].